# Parafia św. Anny w Branwi
Parafia św. Anny w Branwi – parafia rzymskokatolicka znajdująca się w diecezji sandomierskiej, w dekanacie Janów Lubelski.
Parafia została erygowana 18 lipca 1919 r. mocą dekretu Mariana Fulmana.

## Zasięg parafii
Do parafii należą wierni z miejscowości: Branew (Branew Szlachecka, Branew Ordynacka), Branewka, Kolonia Branewka i Sapy.